# Président du Népal
Le président du Népal est, depuis 2008, le titre du chef de l'État népalais.
Élu au scrutin indirect par un collège électoral composé des membres des deux chambres du parlement fédéral et de ceux des sept assemblées provinciales, la durée de son mandat est de cinq ans, renouvelable une seule fois de manière consécutive. Garant de la constitution, son rôle est essentiellement représentatif.

## Pouvoirs
Le président de la République nomme le Premier ministre sur proposition du parti ou de la coalition majoritaire à la chambre basse. Il nomme également 3 des 59 membres de la chambre haute, sur proposition du gouvernement.
Un vice-président, élu dans la semaine suivant l'élection du président, assure ses fonctions en cas de vacance du pouvoir.

## Élection
Le président de la République est élu au scrutin indirect majoritaire à trois tours par un collège électoral composé des membres des deux chambres du parlement fédéral — la Chambre des représentants et l'Assemblée nationale — et de ceux des 7 assemblées provinciales. La durée de son mandat est de cinq ans, renouvelable une seule fois. Son rôle est essentiellement représentatif. Un vice-président, élu par le collège dans la semaine suivant l'élection du président selon la même procédure, assure ses fonctions en son absence. Il ne peut être à la fois du même sexe et de la même communauté que le président.
Le collège électoral est composé de 884 grands électeurs, la Chambre des représentants, l'Assemblée nationale ainsi que les 7 assemblées provinciales étant respectivement dotées au total de 275, 59 et 550 membres. Les votes des différents membres n'ont cependant pas tous le même « poids » en voix, fixé par une loi électorale. Ce poids est calculé en fonction de la population totale du pays au dernier recensement, divisée par le total de membres des assemblées provinciales et arrondis à l'unité supérieure, ce qui donne le poids des votes des parlementaires provinciaux. Ce poids est ensuite multiplié par 1,64 et arrondis à l'unité supérieure pour donner le poids des votes des membres du parlement fédéral. Ils étaient ainsi respectivement de 48 et 79 voix lors de l'élection présidentielle de 2018,.
Est élu au premier tour le candidat qui reçoit la majorité absolue de l'ensemble des voix du collège. À défaut, un second tour est organisé entre les deux candidats arrivés en tête au premier tour, avec la même majorité à atteindre. Comme cette dernière est fixé sur le total des voix des membres du collèges et non sur la base des voix valides, il est possible du fait de l'abstention et des votes blancs et nuls qu'aucun candidat n'atteigne la majorité nécessaire, même au second tour. Dans ce cas de figure, un troisième tour est organisé, pour lequel est élu le candidat qui obtient la majorité absolue des voix valides.

### Candidatures
Les candidats au poste de président et de vice-président de la République doivent être âgés d'au moins quarante-cinq ans, être citoyens népalais de naissance, et recevoir le soutien de cinq membres du collège électoral pour proposer leur candidature, puis recevoir pour celle-ci le soutien de cinq autres membres,.